# Lydella
Lydella är ett släkte av tvåvingar. Lydella ingår i familjen parasitflugor.

## Dottertaxa tillLydella, i alfabetisk ordning[1][2]
- Lydella acellaris
- Lydella adiscalis
- Lydella agrestis
- Lydella arcuata
- Lydella boscii
- Lydella breviseria
- Lydella brunnicornis
- Lydella campestris
- Lydella cessatrix
- Lydella cinerea
- Lydella columbina
- Lydella cylindrica
- Lydella deckeri
- Lydella dubia
- Lydella floricola
- Lydella florivaga
- Lydella fulvicornis
- Lydella fulvipes
- Lydella fuscipennis
- Lydella grisescens
- Lydella hydrocampae
- Lydella interrupta
- Lydella jalisco
- Lydella lacustris
- Lydella matutina
- Lydella minense
- Lydella modesta
- Lydella myoidea
- Lydella nigricornis
- Lydella nitida
- Lydella nova
- Lydella oryzae
- Lydella pallidipalpis
- Lydella parasitica
- Lydella praeceps
- Lydella pusilla
- Lydella radicis
- Lydella repanda
- Lydella ripae
- Lydella rufisquamata
- Lydella scirpophagae
- Lydella scutellata
- Lydella sesamiae
- Lydella setosa
- Lydella squamiflava
- Lydella stabulans
- Lydella striatalis
- Lydella terminata
- Lydella thompsoni
- Lydella timida
- Lydella unguiculata